# Thilo Reinhardt
Thilo Reinhardt (* 30. März 1966 in Heidelberg) ist ein deutscher Opernregisseur.

## Leben und Karriere
Reinhardt studierte zunächst Medizin an der Università degli Studi di Siena, dann Musiktheaterregie an der Hochschule für Musik und Theater Hamburg bei Götz Friedrich. Er arbeitete als Regieassistent am Staatstheater Darmstadt u. a. bei Werner Schroeter und war persönlicher Regieassistent von Ruth Berghaus und Achim Freyer an verschiedenen Häusern. Seit 1997 arbeitet Reinhardt als freischaffender Opernregisseur und inszenierte über 50 Produktionen, darunter Die Fledermaus am Opernhaus Leipzig, Hoffmanns Erzählungen, Pique Dame und Salome an der Komischen Oper Berlin, Tosca an der Oper Köln, La Bohème, Der Barbier von Sevilla und Fidelio am Nationaltheater Weimar, Don Pasquale und Cabaret am Theater Dortmund, La Cenerentola am Staatstheater Braunschweig, Die Hochzeit des Figaro im Stadttheater Freiburg, Aufstieg und Fall der Stadt Mahagonny im Theater Trier (Nennung als „Regisseur des Jahres“ in der Opernwelt),  Die tote Stadt von Erich Wolfgang Korngold am Musiktheater im Revier in Gelsenkirchen im Rahmen der RUHR.2010 – Kulturhauptstadt Europas, Dido und Aeneas am Theater Kiel. Am Theater Plauen-Zwickau inszenierte er Un ballo in maschera, Joseph Süß von Detlev Glanert und Luisa Miller. Am National Theatre Taipei inszenierte er Cavalleria rusticana und Pagliacci, an der Oper Burg Gars Don Carlo und bei den Festspielen St. Margarethen Don Giovanni.
An der Oper Wuppertal inszenierte er Parsifal (Uwe Schweikert sprach in der Opernwelt von „einer radikalen Gegenlektüre“).
An der Komischen Oper Berlin inszenierte er in der Spielzeit 2006/2007 Hoffmanns Erzählungen. Diese Inszenierung wurde 8 Jahre lang erfolgreich gespielt.
Am Theater Trier inszenierte er 2017 eine völlig neue Version der gleichen Oper.

## Sonstiges
Reinhardt hatte Lehraufträge für szenischen Unterricht an der Hochschule für Musik und Darstellende Kunst in Hamburg und an der Hochschule für Musik Franz Liszt Weimar und war Gastreferent an der Universität für Musik und Darstellende Kunst Wien.
Reinhardt ist Gastdozent im Studiengang Musiktheaterregie an der Hochschule für Musik und Darstellende Kunst Hamburg. An der Hochschule für Musik Nürnberg inszenierte er Tito Manlio von Antonio Vivaldi.
Reinhardt lebt und arbeitet in Berlin.